# Borowiec (rodzaj ssaków)
Borowiec (Nyctalus) – rodzaj ssaków z podrodziny mroczków (Vespertilioninae) w obrębie rodziny mroczkowatych (Vespertilionidae).

## Rozmieszczenie geograficzne
Rodzaj obejmuje gatunki występujące w Eurazji i północnej Afryce.

## Morfologia
Długość ciała (bez ogona) 48–106 mm, długość ogona 35–74 mm, długość ucha 11–26 mm, długość tylnej stopy 9–17 mm, długość przedramienia 35–70 mm; masa ciała 6–74 g.

## Systematyka
Rodzaj zdefiniował w 1825 roku angielski podróżnik i badacz Thomas Edward Bowdich w publikacji własnego autorstwa zatytułowanej Wycieczki na Maderę i Porto Santo jesienią 1823 roku podczas trzeciej podróży do Afryki. Gatunkiem typowym jest (oznaczenie monotypowe) borowiec leśny (N. noctula).

### Etymologia
- Atalapha (Atalepha): hebr. ‏ataleph‎ ‘nietoperz’[14]. Gatunek typowy: Rafinesque wymienił dwa gatunki – Atalapha sicula Rafinesque, 1814 (nomen dubium) i Atalapha americana Rafinesque, 1814 (= Vespertilio borealis P.L.S. Müller, 1776) – nie wyznaczając gatunku typowego; gatunek typowy (późniejsze oznaczenie) – Atalapha sicula Rafinesque, 1814 (nomen dubium).
- Nyctalus: gr. νυκταλος nuktalos lub νυσταλος nustalos ‘senny, ospały’[15].
- Pterygistes: gr. πτερυγιξω pterugiksō ‘trzepotać’[16]. Gatunek typowy: Kaup wymienił dwa gatunki – Vespertilio Leisleri Kuhl, 1817 i Vespertilio proterus Kuhl, 1817 (= Vespertilio noctula von Schreber, 1774) – z których gatunekiem typowym jest Vespertilio noctula von Schreber, 1774.
- Noctulina (Noctilinia): łac. noctulina ‘należący do nocy’, od nox, noctis ‘noc’[17]. Gatunek typowy (oznaczenie monotypowe): Vespertilio noctula von Schreber, 1774.
- Panugo: etymologia niejasna, Kolenati nie wyjaśnił etymologii nazwy rodzajowej[18]. Gatunek typowy: Kolenati wymienił dwa gatunki – Vespertilio leisleri Kuhl, 1817 i Vespertilio noctula von Schreber, 1774 – z których typem nomenklatorycznym jest Vespertilio noctula von Schreber, 1774.
- Noctula: fr. noctule ‘nietoperz’, od łac. nox, noctis ‘noc’[19]. Gatunek typowy (oznaczenie monotypowe): Vesperugo (Noctula) plancyi Gerbe, 1880.

### Podział systematyczny
Do rodzaju należą następujące występujące współcześnie gatunki:
| Grafika | Gatunek              | Autor i rok opisu          | Nazwa zwyczajowa  | Podgatunki         | Rozmieszczenie geograficzne | Podstawowe wymiary                                         | Status IUCN |
| ------- | -------------------- | -------------------------- | ----------------- | ------------------ | --- | ---------------------------------------------------------- | ----------- |
|         | Nyctalus plancyi     | (Gerbe, 1880)              | borowiec chiński  | 3 podgatunki       | od północnego Pakistanu, północnych Indii i Nepalu na wschód do północnej Mjanmy i Chińskiej Republiki Ludowej, Tajwan, Wietnam i Filipiny (Luzon); być może Tajlandia, północny Laos i półwyspowa Malezja; zakres wysokości: 0–2310 m n.p.m.                                          | DC: 6,8–8,7 cm DO: 3,6–5,9 cm DP: 4,7–5 cm MC: 19–29 g     | LC          |
|         | Nyctalus aviator     | (O. Thomas, 1911)          | borowiec ptasi    | gatunek monotypowy | północno-wschodnia i wschodnio-środkowa Chińska Republika Ludowa, Półwysep Koreański oraz Japonia; być może Rosja (Rosyjski Daleki Wschód) | DC: 8–10,6 cm DO: 4,5–6,2 cm DP: 5,8–6,4 cm MC: 26–61 g    | NT          |
|         | Nyctalus furvus      | Imaizumi & Yoshiyuki, 1968 | borowiec japoński | gatunek monotypowy | Japonia (Honsiu) oraz środkowa i południowo-zachodnia Korea Południowa | DC: 7–8,4 cm DO: 4,2–5,4 cm DP: 4,8–5,3 cm MC: 19–46 g     | EN          |
|         | Nyctalus montanus    | (Barrett-Hamilton, 1906)   | borowiec górski   | gatunek monotypowy | zachodnio-środkowy Afganistan (Nangarhar, Paktika), południowe Himalaje w północnych Indiach i zachodnim Nepalu; być może północny Pakistan; zakres wysokości: 680–2100 m n.p.m. | DC: 6–7 cm DO: około 4,3 cm DP: 4,2–4,4 cm MC: brak danych | LC          |
|         | Nyctalus lasiopterus | (von Schreber, 1780)       | borowiec olbrzymi | gatunek monotypowy | Półwysep Iberyjski na wschód do zachodniej Rosji i skrajnie zachodniego Kazachstanu, na południe do Maroka, północno-wschodniej Libii, Kaukazu i północno-zachodniego Iranu; zakres wysokości: 0–1900 m n.p.m.                                                                         | DC: 8,4–10,4 cm DO: 4,8–7,4 cm DP: 5,9–7 cm MC: 33–74 g    | VU          |
|         | Nyctalus noctula     | (von Schreber, 1774)       | borowiec wielki   | 3 podgatunki       | Europa na wschód do północno-zachodniej Chińskiej Republiki Ludowej (Sinciang), na południe do Lewantu; być może Afryka Północna; zakres wysokości: 0–1900 m n.p.m. | DC: 6–8,9 cm DO: 4–6,6 cm DP: 4,7–6 cm MC: 17–44 g         | LC          |
|         | Nyctalus leisleri    | (Kuhl, 1817)               | borowiec leśny    | 2 podgatunki       | Europa na wschód do południowo-zachodniej Rosji i północnego Iranu, Afryka Północna (Maroko, Algieria i północno-wschodnia Libia), południowo-środkowa Azja (północno-wschodni Afganistan do północno-zachodnich Indii), Madera i Wyspy Kanaryjskie; zakres wysokości: 0–2400 m n.p.m. | DC: 4,8–7,2 cm DO: 3,5–4,8 cm DP: 3,5–4,6 cm MC: 8–20 g    | LC          |
|         | Nyctalus azoreum     | (O. Thomas, 1901)          | borowiec azorski  | gatunek monotypowy | endemit Portugalii: Azory (Faial, Pico, São Jorge, Graciosa, Terceira, São Miguel i Santa Maria; zakres wysokości: 0–600 m n.p.m. | DC: 5,1–5,7 cm DO: 4,2–4,3 cm DP: 3,5–4,2 cm MC: 6–15 g    | VU          |

Kategorie IUCN:  LC  – gatunek najmniejszej troski,  NT  – gatunek bliski zagrożenia,  VU  – gatunek narażony,  EN  – gatunek zagrożony.
Opisano również wymarły gatunek z miocenu Czech:
- Nyctalus storchi Horáček, 2001